# Mitsuru Nagata (artista)

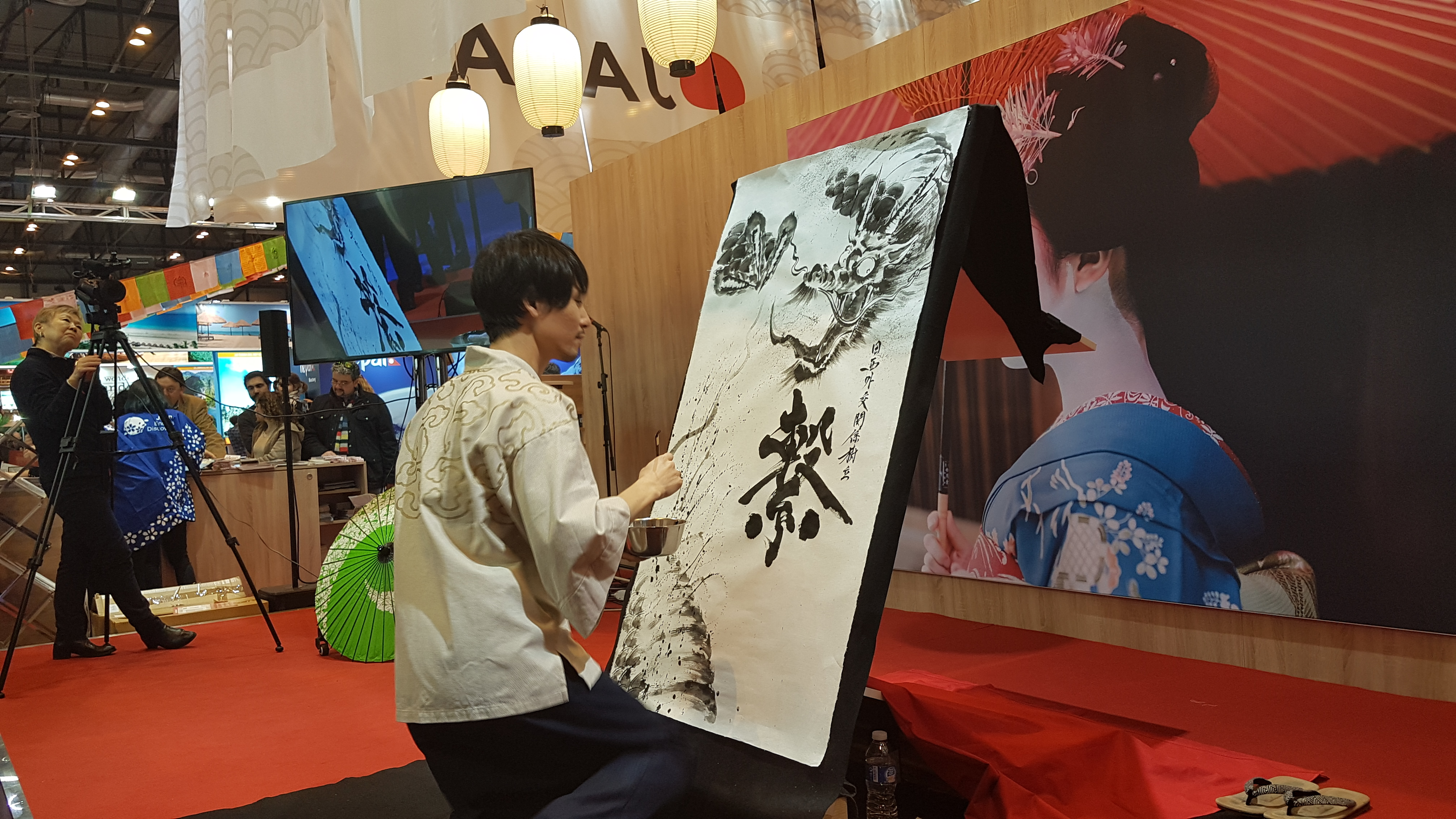
Demostración de Mitsuru Nagata, Pintura Sumi-e en Madrid FITUR Feria internacional de turismo

Mitsuru Nagata (Kioto, 1979) es un artista japonés de pintura sumi-e y caligrafía shodō. En la actualidad reside en España, donde desarrolla su trabajo. Destacan sus demostraciones de pintura en directo y ha participado en distintos festivales en Barcelona, Madrid y Kioto. Su estilo es contemporáneo y dinámico, transmite movimiento en los trazos. Es redactor de un blog en el que comparte y difunde la cultura y arte japonesas. 